# Thomas B. Dunn

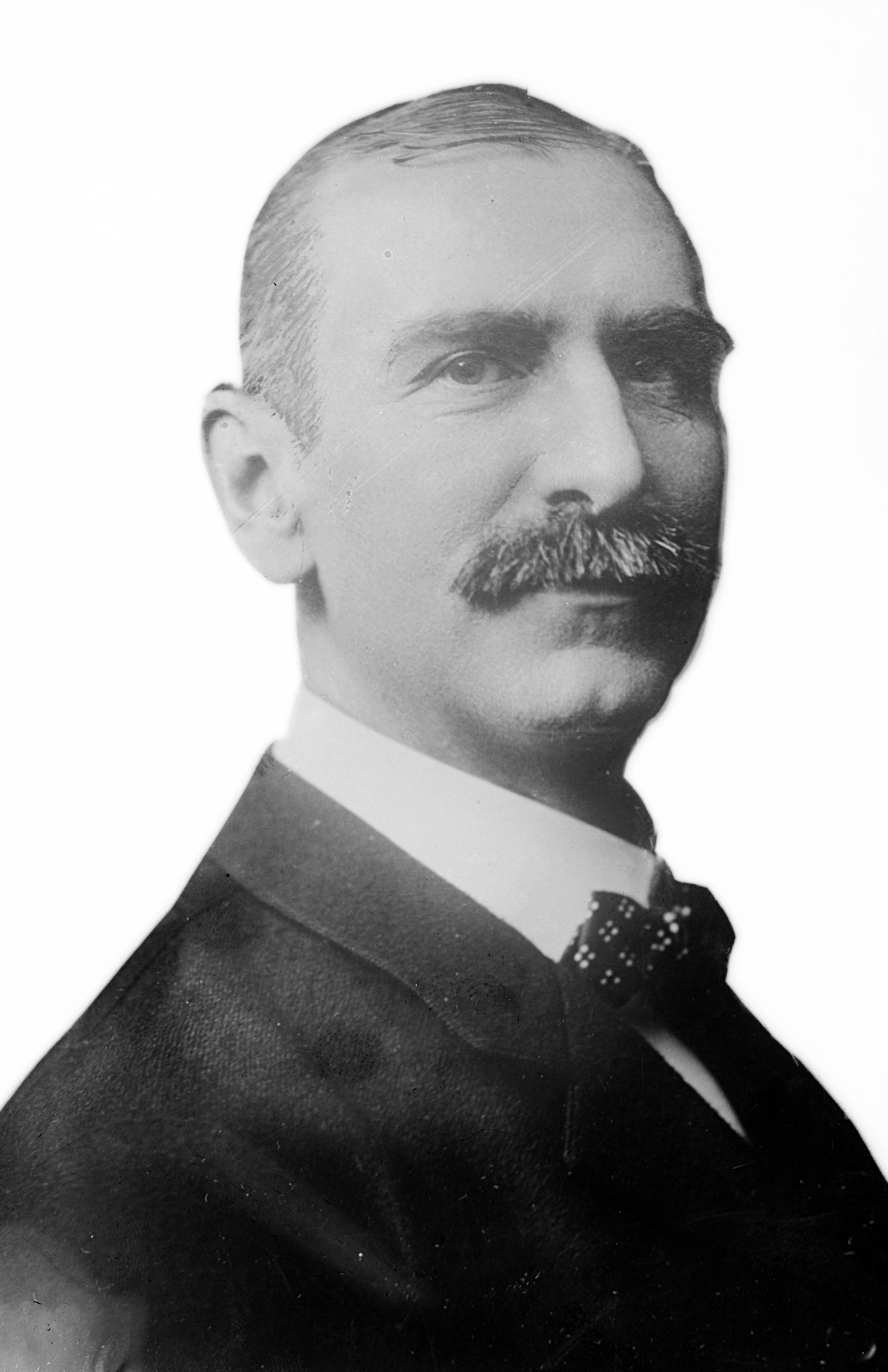
Thomas B. Dunn

Thomas Byrne Dunn (* 16. März 1853 in Providence, Rhode Island; † 2. Juli 1924 in Rochester, New York) war ein US-amerikanischer Politiker. Zwischen 1913 und 1923 vertrat er den Bundesstaat New York im US-Repräsentantenhaus.

## Werdegang
Bereits im Jahr 1858 zog Thomas Dunn mit seinen Eltern nach Rochester im Staat New York, wo er die öffentlichen Schulen sowie das De Graff Military Institute besuchte. Später stellte er unter anderem Parfüme her. In den Jahren 1905 und 1906 war er Präsident der Handelskammer in Rochester. Politisch schloss er sich der Republikanischen Partei an. In den Jahren 1907 und 1908 gehörte er dem Senat von New York an. 1907 war er Beauftragter seines Staates für die Jamestown Tercentennial Exposition in Jamestown (Virginia) und im Jahr 1908 wurde er Finanzminister (Treasurer) seines Staates.
Bei den Kongresswahlen des Jahres 1912 wurde Dunn im damals neu eingerichteten 38. Wahlbezirk von New York in das US-Repräsentantenhaus in Washington, D.C. gewählt, wo er am 4. März 1913 sein neues Mandat antrat. Nach vier Wiederwahlen konnte er bis zum 3. März 1923 fünf Legislaturperioden im Kongress absolvieren. 1913 wurden der 16. und der 17. Verfassungszusatz ratifiziert. Dabei ging es um die bundesweite Einführung der Einkommensteuer und die Direktwahl der US-Senatoren. In seine Zeit im Kongress fiel auch der Erste Weltkrieg. Außerdem wurden in den Jahren 1919 und 1920 der 18. und der 19. Verfassungszusatz ratifiziert. Dabei ging es um das Verbot des Handels mit alkoholischen Getränken bzw. um die bundesweite Einführung des Frauenwahlrechts.
Im Jahr 1922 verzichtete Thomas Dunn auf eine weitere Kandidatur. Nach dem Ende seiner Zeit im US-Repräsentantenhaus zog er sich in den Ruhestand zurück. Er starb am 2. Juli 1924 in Rochester, wo er auch beigesetzt wurde.